# (14134) Penkala
(14134) Penkala (1998 RP42) – planetoida z pasa głównego asteroid okrążająca Słońce w ciągu 4,08 lat w średniej odległości 2,55 j.a. Odkryta 14 września 1998 roku.